# Pethia narayani
Pethia narayani е вид лъчеперка от семейство Шаранови (Cyprinidae).

## Разпространение
Видът е ендемичен за Индия.

## Описание
Този вид може да достигне дължина от 78 мм.